# Neisi Dajomes
Neisi Patricia Barrera Dajomes, född 12 maj 1998, är en ecuadoriansk tyngdlyftare. Hennes yngre syster, Angie Palacios, är också en tyngdlyftare.

## Karriär
Dajomes tävlade för Ecuador vid olympiska sommarspelen 2016 i Rio de Janeiro, där hon slutade på sjunde plats i 69-kilosklassen.
I augusti 2021 vid OS i Tokyo tog Dajomes guld i 76-kilosklassen efter att ha lyft totalt 263 kg. Hon blev den första kvinnan från Ecuador genom tiderna att ta ett OS-guld. Vid olympiska sommarspelen 2024 i Paris tog Dajomes brons i 81 kg-klassen.